# نیفتریک
نیفتریک (به هلندی: Niftrik) یک منطقهٔ مسکونی در هلند است که در ویخن واقع شده‌است.